# Stevan Doronjski
Stevan Doronjski (serbisch-kyrillisch Стеван Дороњски; * 26. September 1919 in Krčedin; † 14. August 1981 in Belgrad) war ein jugoslawischer Politiker des Bundes der Kommunisten Jugoslawiens (BdKJ).

## Biografie
Doronjski war von Mai 1951 bis 1966 in der Autonomen Region Vojvodina als Sekretär des Zentralkomitees des BdKJ und damit als Parteichef der Region tätig. Zugleich war er zwischen März und Dezember 1953 Vorsitzender des Exekutivrates (Ministerpräsident) der Vojvodina, ehe er von Dezember 1953 bis Juli 1963 Präsident der Volksversammlung wurde. Darüber hinaus war Doronjski im November 1964 für elf Tage amtierender Vorsitzender des Exekutivrates und somit Ministerpräsident der Sozialistischen Republik Serbien.
1970 vertrat Doronjski die Vojvodina als Mitglied des Präsidiums der Sozialistischen Föderativen Republik Jugoslawien. Damit gehörte er dem Staatsrat Jugoslawiens an. Der Staatsrat von Jugoslawien stellte nach Titos Tod jährlich wechselnd den Staatspräsidenten.
Am 23. Oktober 1979 wurde er in Vertretung des erkrankten Tito Vorsitzender des Präsidiums des BdKJ und somit kommissarischer Parteichef. Nach dem Ableben Titos am 4. Mai 1980 übte Doronjski dieses Amt noch bis zum 20. Oktober 1980 aus, er wurde von Lazar Mojsov abgelöst.
Nach Dorojnskis Tod 1981 folgte ihm Radovan Vlajković als Vertreter der Vojvodina im Präsidium der SFRJ.